# Хобрах
Хо́брах (хак. хобырах «полая трубка») — хакасский народный инструмент, представляет собой тип продольной флейты.
Традиционно этот инструмент изготавливается из зонтичных растений, которые имеют ствол в виде полой трубки (дягиль, борщевик, пучок).
На этом инструменте исполняются импровизационные наигрыши, песенные и танцевальные мелодии (как соло, так и в ансамбле), за счёт яркого и светлого тембра.